# ساو خوسيه دوس باسيليوس
سنترو مارانينس
ساو خوسيه دوس باسيليوس بلدية في ولاية مارانهاو في المنطقة الشمالية الشرقية من البرازيل.   